# Saulo Laranjeira
Saulo Pinto Muniz (Pedra Azul, 11 de novembro de 1952), mais conhecido como Saulo Laranjeira, é um humorista, ator, apresentador, cantor, narrador e compositor brasileiro.
Saulo é o pai do também ator Tuca Graça.

## Carreira
Idealizador e apresentador do programa televisivo Arrumação, desde 1987, que divulga o trabalho de artistas da autêntica cultura brasileira (músicos, cantores, poetas e contadores de causos) entremeado com apresentação de causos e personagens humorísticos interpretados pelo próprio Saulo.
Além destes, Saulo ainda interpretou o Deputado João Plenário do programa humorístico do SBT A Praça é Nossa, por mais de 20 anos.
Dentre os principais parceiros ou companheiros de shows de Saulo Laranjeira estão: Elomar Figueira de Mello, Dércio Marques, Titane, Tadeu Franco, Saldanha Rolim, Telo Borges, etc.
Laborioso no resgate e preservação das tradições do sertão, Saulo gravou trabalhos de grandes poetas, a exemplo de Camillo de Jesus Lima, com seu Viola Quebrada - sendo que o personagem João Macambira, deste poema, também integra o rol daqueles personificados pelo artista.
Em 2011, participou como narrador do espetáculo Auto da Catingueira, obra de Elomar Figueira Mello, com gravação de DVD no Grande Teatro Palácio das Artes, tendo com participantes o Grupo Giramundo, Xangai e Dércio Marques.
Em 2016 lançou no Teatro Bradesco, o CD e DVD Lua Clareou, com Saulo Laranjeira e Banda - gravado no Grande Teatro do Palácio das Artes. Com arranjos de Ivan Corrêa, Renato Saldanha, e para as canções de Elomar, os arranjos são do seu filho João Omar. O cenário é do fotógrafo Sylvio Coutinho, que tem como tema o mural "Toma de Minas esta Estrada" da artista plástica Yara Tupinambá, e figurino do estilista Ronaldo Fraga.
Em 2016, o ator se afasta do humorístico e vai atuar na novela da Rede Globo Velho Chico mas, devido à inúmeros pedidos aos fãs, anunciou recentemente sua volta à A Praça é Nossa.

## Controvérsias
No ano de 2019, em 26 de março, o Tribunal de Contas do Estado de Minas Gerais (TCE/MG) determinou que o ator Saulo Laranjeira terá que devolver R$ 341.619,69 aos cofres do governo de Minas. Com 15 anos de atraso, Saulo prestou contas de uma captação de R$ 100 mil, feita no ano de 2001, junto à Lei de Incentivo à Cultura; para o projeto “Arrumação 2000”. Além da demora, Saulo Laranjeira apresentou documentos que não se referem ao projeto “Arrumação 2000”, de acordo com o TCE/MG. Ainda segundo o órgão, os valores devidos precisam ser corrigidos e acrescidos de juros de mora, pena imposta ao devedor pelo atraso no cumprimento de sua obrigação.
Saulo Laranjeira ainda pode recorrer da decisão. O “Arrumação 2000” era um programa de TV, exibido semanalmente na televisão aberta e lançado em 1997. Nele, o artista interpretava personagens humorísticos em meio a apresentações culturais de cantores, poetas etc.

## Discografia
- Lua Clareou
- Arrumação
- Beira Mar
- Campo Branco
- Viola Quebrada

## Filmografia

### Televisão
Como apresentador
| Ano                                 | Título       | Cargo          | Emissora               |
| ----------------------------------- | ------------ | -------------- | ---------------------- |
| 1987-1994; 1997-2000; 2008-presente | Arrumação    | Apresentador   | TV Alterosa/Rede Minas |
| 1990                                | Raízes       | Apresentador   | Rede Record            |
| 1989                                | Brasil Rural | Coapresentador | Rede Bandeirantes      |
| 1983                                | Som Nascente | Apresentador   | TV Tarobá              |

Como ator
| Ano                 | Título                   | Personagem                 |
| ------------------- | ------------------------ | -------------------------- |
| 1994–15, 2017–atual | A Praça É Nossa          | Deputado João Plenário     |
| 2000                | Ô... Coitado!            | Zé Roberto Qualé           |
| 2004                | Meu Cunhado              | Zé da Silva                |
| 2008                | Quando Fui Morto em Cuba | José Rocha                 |
| 2009                | A Pedra Iluminada        | Mundinho                   |
| 2016                | Velho Chico              | Prefeito Raimundo          |
| 2017                | Filhos da Pátria         | Figueira                   |
| 2018                | Treme Treme              | Kellé Metaleiro            |
| 2018                | Xilindró                 | Governador Celso Bonitinho |

### Cinema
| Ano  | Título              | Papel    |
| ---- | ------------------- | -------- |
| 2020 | No Gogó do Paulinho | Totonho  |
| 1998 | De Corpo Inteiro    | Mata     |
| 1989 | Minas-Texas         | Augustão |